# Ruta 99 (Uruguay)
La ruta 99 es una de las rutas nacionales de Uruguay, ubicada en el departamento de Maldonado.

## Trazado
Nace en el km 85 de la Ruta 10, y se extiende hasta su empalme con la ruta 9, con una longitud total de 4,5 km. Sus primeros dos kilómetros, dentro del Balneario Solís, corre como Calle Chajá, Calle Sauce, y Avenida Barreira; cuando empalma con la Ruta Interbalnearia, sus trazados coinciden hasta el km 85,500 de esta última.